# Phimenes perplexum
Phimenes perplexum är en stekelart som först beskrevs av Smith 1864.  Phimenes perplexum ingår i släktet Phimenes och familjen Eumenidae. Inga underarter finns listade i Catalogue of Life.